# Dangdeur (Subang)
Dangdeur is een bestuurslaag in het regentschap Subang van de provincie West-Java, Indonesië. Dangdeur telt 15.436 inwoners (volkstelling 2010).